# Storytelling (colonna sonora)
Storytelling è il quinto album discografico del gruppo musicale scozzese Belle and Sebastian, pubblicato come colonna sonora del film Storytelling di Todd Solondz nel 2002.

## Tracce
1. Fiction – 2:32
2. Freak – 2:19
3. Dialogue: Conan, Early Letterman – 0:26
4. Fuck This Shit – 2:31
5. Night Walk – 2:07
6. Dialogue: Jersey's Where It's At – 0:21
7. Black and White Unite – 3:54
8. Consuelo – 2:55
9. Dialogue: Toby – 0:33
10. Storytelling – 3:01
11. Dialogue: Class Rank – 0:12
12. I Don't Want to Play Football – 0:57
13. Consuelo Leaving – 2:29
14. Wandering Alone – 2:38
15. Dialogue: Mandingo Cliché – 1:19
16. Scooby Driver – 1:13
17. Fiction (Reprise) – 1:22
18. Big John Shaft – 3:55